# Rafael Arlex Castillo
Rafael Arlex Castillo Galvis (Pereira, 6 giugno 1980) è un ex calciatore colombiano, di ruolo centrocampista.

## Palmarès

### Club

#### Competizioni nazionali
- Campionato colombiano: 2

Independiente Medellín: 2004-I, 2009-II
- Campionato egiziano: 1

Al-Ahly: 2004-2005

#### Competizioni internazionali
- CAF Champions League: 1

Al-Ahly: 2005